# Pałac w Żernikach Wielkich
Pałac w Żernikach Wielkich – obiekt wybudowany w  1860 r., w miejscowości Żerniki Wielkie.

## Historia
Zabytek jest częścią zespołu pałacowego, w skład którego wchodzi jeszcze park z drugiej połowy XIX w. Obecnie pałac popada w ruinę.